# Mike Evans
Michael Leeroyall "Mike" Evans (Goldsboro, Carolina del Norte, 19 de abril de 1955) es un exjugador y entrenador de baloncesto estadounidense que disputó 9 temporadas en la NBA y una más en la liga italiana. Con 1,96 metros de altura, lo hacía en la posición de base.

## Trayectoria deportiva

### Universidad
Jugó durante cuatro temporadas con los Wildcats de la Universidad Estatal de Kansas, en las que promedió 18,1 puntos y 3,3 rebotes por partido. En sus tres últimas temporadas fue elegido en el mejor quinteto de la Big Eight Conference, y en las dos últimas como mejor jugador de la conferencia. Fue además incluido en el tercer equipo All American en 1978.

### Profesional
Fue elegido en la vigésimo primera posición del Draft de la NBA de 1978 por Denver Nuggets, pero a los pocos días de la elección fue traspasado a Kansas City Kings, junto con Darnell Hillman a cambio de Ron Boone, aunque antes del comienzo de la temporada fue cortado por el equipo. Tras un año parado, acaba firmando como agente libre por San Antonio Spurs. Allí juega una temporada como suplente del base titular, James Silas, promediando 6,2 puntos y 2,9 asistencias por partido. Poco antes del comienzo de la temporada 1980-81 es traspasado a Milwaukee Bucks, donde únicamente disputa 14 partidos antes de ser despedido. Ficha entonces por Cleveland Cavaliers, donde corre la misma suerte.
Tras varios meses sin equipo, firma con Denver Nuggets un contrato de diez días, pero acava convenciendo a su técnico Doug Moe, llegando a jugar seis temporadas en el equipo. Se convirtió en un especialista en lanzamientos de 3 puntos, y así, en la temporada 1983-84 acabó con el segundo mejor porcentaje de toda la liga, a una centésima del primero, Darrell Griffith. Pero su mejor campaña a nivel personal fue la siguiente, en la cual, jugando poco más de 17 minutos por partido como suplente de Fat Lever consiguió promediar 10,1 puntos y 2,9 asistencias.
Al término de la temporada 1987-88 dejó el equipo, prolongando su carrera un año más en la liga italiana, en el Auxilium Torino, donde promedió 19,1 puntos por partido.

### Entrenador
Tras retirarse, se incorpora como entrenador asistente de los Denver Nuggets en la temporada 1990-91, puesto que ocupa hasta 1995, cuando es ascendido a Director de Personal de la franquicia. Durante ese tiempo es también comentarista de televisión. En 1998 regresa a los banquillos nuevamente como asistente, hasta que el entrenador principal, Dan Issel fue despedido mediada la temporada 2001-02, accediendo al puesto de entrenador principal interino hasta final de temporada, dirigiendo 56 partidos de los que ganó 18.
En 2007 regresa como asistente en los Toronto Raptors, donde permanece dos temporadas.

## Estadísticas de su carrera en la NBA

### Temporada regular
| Año     | Equipo      | PJ  | PT | MPP  | %TC  | %3P  | %TL  | RPP | APP | ROB | TPP | PPP  |
| ------- | ----------- | --- | -- | ---- | ---- | ---- | ---- | --- | --- | --- | --- | ---- |
| 1979–80 | San Antonio | 79  | -  | 15.8 | .448 | .286 | .682 | 1.4 | 2.9 | 0.8 | 0.1 | 6.2  |
| 1980–81 | Milwaukee   | 71  | -  | 12.8 | .460 | .143 | .781 | 1.2 | 2.4 | 0.5 | 0.1 | 4.5  |
| 1981–82 | Milwaukee   | 14  | 0  | 14.0 | .471 | .000 | .667 | 0.9 | 1.6 | 0.6 | 0.0 | 4.0  |
| 1981–82 | Cleveland   | 8   | 0  | 9.3  | .314 | .000 | .625 | 1.3 | 2.5 | 0.5 | 0.0 | 3.4  |
| 1982–83 | Denver      | 42  | 5  | 16.5 | .473 | .000 | .805 | 1.4 | 2.7 | 0.5 | 0.1 | 6.3  |
| 1983–84 | Denver      | 78  | 5  | 21.6 | .431 | .360 | .847 | 1.8 | 3.7 | 0.8 | 0.1 | 8.1  |
| 1984–85 | Denver      | 81  | 0  | 17.7 | .489 | .363 | .863 | 1.5 | 2.9 | 0.8 | 0.1 | 10.1 |
| 1985–86 | Denver      | 81  | 1  | 17.1 | .425 | .222 | .846 | 1.2 | 2.2 | 0.8 | 0.0 | 9.5  |
| 1986–87 | Denver      | 81  | 4  | 19.3 | .458 | .314 | .780 | 1.6 | 2.3 | 1.0 | 0.1 | 10.1 |
| 1987–88 | Denver      | 56  | 0  | 11.7 | .453 | .396 | .811 | 0.9 | 1.4 | 0.6 | 0.1 | 6.1  |
| Total   | Total       | 591 | 15 | 16.7 | .452 | .307 | .807 | 1.4 | 2.6 | 0.7 | 0.1 | 7.7  |

### Playoffs
| Año     | Equipo      | PJ | PT | MPP  | %TC  | %3P  | %TL   | RPP | APP | ROB | TPP | PPP  |
| ------- | ----------- | -- | -- | ---- | ---- | ---- | ----- | --- | --- | --- | --- | ---- |
| 1979–80 | San Antonio | 2  | -  | 6.0  | .375 | .500 | .750  | 1.0 | 1.0 | 0.0 | 0.0 | 5.5  |
| 1980–81 | Milwaukee   | 4  | -  | 9.5  | .529 | .000 | .875  | 0.3 | 1.5 | 0.0 | 0.3 | 6.3  |
| 1982–83 | Denver      | 8  | -  | 22.9 | .486 | .300 | .647  | 2.4 | 4.8 | 0.6 | 0.0 | 10.8 |
| 1983–84 | Denver      | 5  | -  | 15.4 | .321 | .125 | 1.000 | 0.6 | 2.4 | 0.0 | 0.0 | 4.6  |
| 1984–85 | Denver      | 15 | 0  | 18.7 | .434 | .333 | .824  | 2.1 | 3.1 | 0.9 | 0.2 | 10.3 |
| 1985–86 | Denver      | 10 | 0  | 20.4 | .366 | .241 | .833  | 2.0 | 2.5 | 1.0 | 0.3 | 9.2  |
| 1986–87 | Denver      | 3  | 0  | 19.0 | .368 | .286 | 1.000 | 2.3 | 2.7 | 1.0 | 0.0 | 6.0  |
| 1987–88 | Denver      | 11 | 1  | 19.9 | .395 | .273 | .933  | 2.0 | 2.1 | 1.1 | 0.0 | 10.5 |
| total   | total       | 58 | 1  | 18.5 | .414 | .284 | .825  | 1.8 | 2.8 | 0.7 | 0.1 | 9.1  |